# Johnny Essi
Johnny Essi (Belo Horizonte, 30 de dezembro de 1984), é um produtor musical, compositor e arranjador brasileiro, notável no cenário da música cristã contemporânea.

## Biografia
Johnny Essi começou a se projetar no cenário evangélico como produtor musical e tecladista de álbuns de vários artistas evangélicos, trabalhando inicialmente com nomes como Marquinhos Gomes, Heloisa Rosa, Ana Nóbrega e a banda Diante do Trono. Mais tarde, desenvolveu parcerias a longo prazo com nomes como Aline Barros e Priscilla Alcantara. O álbum Gente (de Priscilla) recebeu indicação ao Grammy Latino.
Em 2018, se tornou integrante da banda de rock alternativo Palavrantiga, participando de turnê e álbum ao vivo, também gravando a inédita "Toda Vez que Você me Vê".
Foi indicado ao Troféu Gerando Salvação 2022 na categoria Produtor do Ano.

## Discografia
Como produtor musical, arranjador, músico convidado ou técnico
- 2010: Ele Não Desiste de Você - Marquinhos Gomes
- 2011: Confiança - Heloisa Rosa
- 2012: Creio - Diante do Trono
- 2013: Nada Temerei - Ana Nóbrega
- 2015: Da Eternidade - Fernanda Brum
- 2016: Carpinteiro - Emerson Pinheiro
- 2016: Ponto de Encontro - Ministério Atitude
- 2018: Viva - Aline Barros
- 2018: Gente - Priscilla Alcantara
- 2018: Isso É Que É Viver - Fabi
- 2019: Paz - Mariana Valadão
- 2019: O Final da História de Linda Bagunça - Priscilla Alcantara
- 2019: Ao Vivo - Palavrantiga
- 2020: Dono de Todas as Canções - Pr. Lucas
- 2020: Tudo Volta ao Seu Lugar - Eyshila
- 2022: Minha Oração - Aline Barros
- 2025: Ao Vivo em São Paulo - Trazendo a Arca